# Garba (danse)
Pour les articles homonymes, voir Garba (homonymie).
Le garba (ગરબા en gujarati) est une danse originaire de l'État du Gujarat en Inde. Le nom est dérivé du terme sanskrit garbha (« ventre ») et deep (« petite lampe de terre cuite »). De nombreux garbas traditionnels sont exécutés en ronde, autour d'une lampe centrale ou d'une image ou statue de la déesse Shakti. Traditionnellement, le garba est exécuté pendant les neuf jours du festival hindou Navarātrī (gujarati નવરાત્રી Nava = 9, rātrī = nuits).
Le garba du Gujarat est inscrit sur la liste représentative du patrimoine culturel immatériel de l'humanité par l'UNESCO en décembre 2023.

### Sources
- (en) Cet article est partiellement ou en totalité issu de l’article de Wikipédia en anglais intitulé « Garba (dance) » (voir la liste des auteurs).